# Ли, Мэттью
Мэттью «Мэтти» Ли (англ. Matthew «Matty» Lee; род. 5 марта 1998, Лидс) — британский прыгун в воду, двукратный чемпион Европы, чемпион Европейских игр 2015 года, призёр чемпионатов мира, член сборной Великобритании по прыжкам в воду. Победитель Олимпийских игр 2020 в Токио.

## Биография
Мэттью Ли родился в 1998 году в Лидсе.
В 2015 году на Европейских играх в Баку завоевал золотую медаль в прыжках с 10-метровой вышки.
В 2017 году стал чемпионом Европы в синхронных прыжках с 10-метровой вышки в миксте. На чемпионате мира стал вторым в синхронных прыжках в миксте.
На чемпионате Европы в Глазго в 2018 году завоевал серебряную медаль в синхронных прыжках с 10-метровой вышки в миксте.
На чемпионате мира в Кванджу завоевал бронзовую в синхронных прыжках с 10-метровй вышки.
В мае 2021 года на чемпионате Европы, который проходил в Будапеште, в синхронных прыжках с вышки вместе с Томом Дейли, Мэттью завоевал чемпионский титул и стал двукратным чемпионом Европы.